# Manuel Otávio de Sousa Carneiro
Manuel Otávio de Sousa Carneiro (Niterói, 24 de maio de 1881 - Niterói, 1 de março de 1920) foi um engenheiro e político brasileiro.

## Biografia
Otávio Carneiro foi irmão do jurista Levi Carneiro e de Célia Carneiro Guimarães, mulher do ex-governador do Rio de Janeiro Protógenes Pereira Guimarães. Formou-se em Engenharia pela Escola Politécnica do Rio de Janeiro e em 1902 tornou-se preparador da cadeira de Mineralogia daquele instituto.
Ocupou diversas posições na prefeitura de Niterói, desde sua criação e, em 31 de dezembro de 1914 foi convidado pelo governador do Rio de Janeiro, Nilo Peçanha, para ser prefeito daquela cidade.
Seu mandato foi exercido durante a Primeira Guerra Mundial, de contração econômica. Além dos problemas econômicos e financeiros, enfrentou também a epidemia de gripe espanhola que assolou a cidade. Com isso, obras de grande envergadura, como a duplicação da segunda adutora de fornecimento de água encanada desde a serra de Nova Friburgo, iniciada no governo de Feliciano Sodré, foram suspensas.
No dia seguinte à sua morte, seu sucessor renomeou a antiga Rua da Regeneração, no bairro de Icaraí, para Rua Otávio Carneiro.